# Aless
Aless, pseudonimo di Alessia Capparelli (Bratislava, 17 giugno 1998), è una cantante e rapper slovacca.

## Biografia
Nata in Slovacchia, ma di origini italiane, Aless è stata scoperta nel 2015 dal rapper Ego, che ha lanciato la sua carriera discografica. Più tardi nello stesso anno è uscito il suo album di debutto 17, seguito due anni dopo da 18. Nel 2019 il suo terzo album Druhá šanca è entrato nella classifica slovacca al 66º posto.

## Discografia

### Album in studio
- 2015 – 17
- 2017 – 18
- 2019 – Druhá šanca
- 2020 – Ženatomá
- 2021 – Slobodná

### Singoli
- 2015 – Narodená pre výhru
- 2015 – Naozaj real
- 2015 – Iné hodnoty
- 2016 – Bez argumentov (feat. DMS)
- 2017 – Sami sebou
- 2018 – Čakám
- 2019 – Kráľovná noci (feat. Sharlota)
- 2020 – Wild
- 2020 – Balance
- 2021 – Cit
- 2021 – Slobodná (con Ben Cristovao)
- 2022 – FNC